# Jean Bassompierre

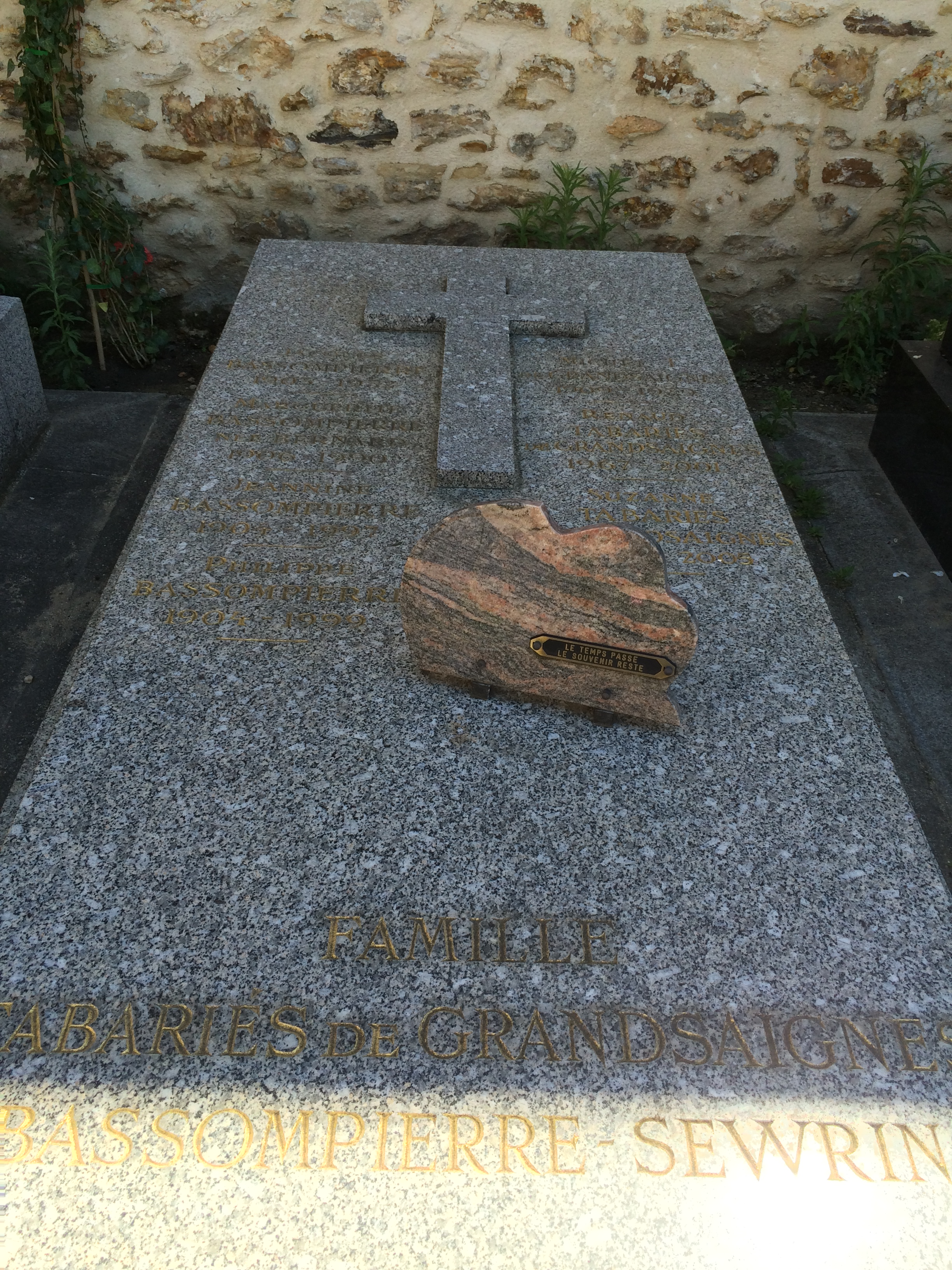
Tumba de Jean Bassompierre en el cementerio de Auteuil (París)

Jean Bassompierre (Honfleur, Calvados, 23 de octubre de 1914 - Fort Montrouge, Sena, 20 de abril de 1948) fue un militar francés y activista de extrema derecha. Su papel en la colaboración armada con el Tercer Reich durante la Segunda Guerra Mundial le llevó a ser fusilado al final de la guerra.

## Biografía
Estudiante de la Facultad de Derecho de París, es un “falangista», miembro de las Falanges Universitarias, el grupo estudiantil de Juventudes Patriotas (JP). Se distinguió en febrero de 1936 durante el asunto Jèze, que lleva el nombre del profesor Gaston Jèze, enfrentándose a la hostilidad de los estudiantes nacionalistas parisinos. Es miembro de La Cagoule y activista del Partido Popular Francés (PPF). Al finalizar su servicio militar, eligió la profesión de las armas como subteniente.
Teniente en 7474 en el batallón alpino fortaleza al inicio de la Segunda Guerra Mundial, comandaba el puesto avanzado de Conchetas (o Conquet) del Sector Fortificado de los Alpes Marítimos (SFAM), situado a 1776 m  de altitud, por encima del pueblo de Saint-Martin-Vésubie.. El 19 juin 1940, su puesto intervino para apoyar al grupo de combate de La-Balme-de-la-Frema que amenazaba con ser tomado por los italianos con el fuego de una de sus ametralladoras. Al comprobar que la ametralladora se veía obstaculizada en su ángulo de disparo por la forma del nicho, ordenó, a pesar del bombardeo, colocarla en posición fuera de la casamata.; esta acción le valió una citación.
Se presume que ordenó la explosión del puesto de avanzada que hizo estallar con todos los explosivos y los 200 000 cartuchos que tenía a su disposición en el fuerte, antes de retirarse con sus hombres frente al avance de las tropas italianas.
Bassompierre está en el origen del Servicio de la Orden Legionaria (SOL) cuyo programa codificó, con Noël de Tissot y Jean Durandy. Es uno de los pilares del movimiento con Joseph Darnand, Pierre Gallet y Marcel Gombert. La amistad entre Bassompierre y Darnand se originó con el encarcelamiento de este último en 1938 y la visita del capitán Bassompierre a la prisión de Santé.
Cuando el SOL se disolvió, Jean Bassompierre se unió a la LVF con el rango de Capitán, comando una compañía del 1 batallón (temporalmente todo el 1 batallón). Condecorado con la Cruz de Hierro de segunda clase, en diciembre de 1943 fue nombrado jefe de gabinete de Edgar Puaud. En febrero del 1944, fue llamado por Darnand para reorganizar la milicia francesa en la zona norte, como inspector general.
El 14 de julio de 1944, reduce el motín en la prisión de La Santé. Un mes después, el 16 de agosto, abandonó territorio francés con la cohorte parisina. El 24 de octubre de 1944, Bassompierre presidió la última manifestación oficial de la Milicia, organizando un mitin en un estadio y desfilando con la milicia en la ciudad de Ulm en Alemania. Como la mayoría de los Guardias Libres (2000 hombres ), se unió a la división Carlomagno como SS-Hauptsturmführer (equivalente a capitán).
Durante su retirada de Pomerania, el general Gustav Krukenberg reorganizó al Carlomagno (33.ª División de Granaderos SS Voluntarios Charlemagne) en un regimiento de reserva y dos regimientos de marcha. El mando del segundo regimiento en marcha recayó en Jean Bassompierre. Responsable de defender la ciudad de Körlin hoy en Polonia, esta unidad (II/RM) intentó escapar el 6 de marzo de 1945 con la esperanza de llegar a Kolberg. El batallón (del que formaba parte Christian de La Mazière) se fue desintegrando progresivamente debido a los incesantes bombardeos de morteros soviéticos y al número de soldados enfrentados, diez veces por término medio mayor que el de la división Carlomagno, lo que obligó a Jean Bassompierre a retirarse. la llanura de Belgard. El 17 marzo, Jean Bassompierre, al final de sus fuerzas, se rindió a los jinetes polacos que rodeaban la granja que le servía de refugio. Fue internado en el campo de Choszczno (antes Arnswalde).
Era entonces uno de los franceses agrupados para su repatriación a Francia por Henry Fournier-Foch. Para escapar de la justicia, se escapa con la complicidad tácita de ésta durante el viaje en tren y llega a Nápoles. Pensando en llegar a América del Sur, fue detenido el 28 de octubre de 1945 y encarcelado en la prisión de La Santé para ser acusado, ante el tribunal de justicia del Sena. Escapó en compañía de Jean de Vaugelas que se encargaba del mantenimiento de las operaciones en Limoges, pero luego fue recapturado a diferencia de este último. Bassompierre no intenta en ningún momento mitigar sus responsabilidades. Su papel en la represión del motín en la prisión de La Santé le valió la pena de muerte dictada el 17 de enero de 1948. Fue fusilado el 20 de abril de1948 a las 7:10 horas.